# Erlenbach (Hillersbach)
Der Erlenbach ist ein gut zwei Kilometer langer rechter und nördlicher Zufluss des Hillersbaches auf dem Gebiet der Stadt Schotten im Vogelsbergkreis in Hessen. 

## Geographie

### Verlauf
Der Erlenbach entspringt auf einer Höhe von etwa  386 m ü. NHN  in einem kleinen Nadelwald am Westhang des Vogelsberges östlich von Schotten-Eichelsachsen, direkt neben der B 276. Er fließt zunächst etwa 100 m in westlicher Richtung durch Waldgelände und biegt dann nach Südwesten ab. Nach weiteren hundert Metern wird er auf seiner rechten Seite von Grünland und auf seiner linken Seite von Wald begrenzt. Er läuft nun durch das Waldgewann Eichenwiesentrieb am Südhang des Windberges (397,3 m ü. NHN) entlang, wendet sich dann bei der Eichwiese nach Süden und mündet schließlich etwa 1,5 km südöstlich der Eichelsachsener Siedlung Am Hirzberg am Fuß einer langen Hanglichtung im Waldgewann Dachsberg auf einer Höhe von etwa 330 m ü. NHN in den Hillersbach.

### Flusssystem Nidder
- Fließgewässer im Flusssystem Nidder